# Creig Flessel
Pour les articles homonymes, voir Flessel.
Creig Flessel (né à Huntington le 2 février 1912 et mort à Mill Valley le 17 juillet 2008) est un auteur de bande dessinée, illustrateur et dessinateur de presse américain.

## Biographie
Débutant dans le comic book dès 1936 dans More Fun Comics, il a travaillé pour Detective Comics et dessiné de nombreuses histoires du premier Sandman. Il ne parvient cependant pas à percer dans le milieu de la bande dessinée et son seul travail régulier est le comic strip David Crane de 1960 à 1971. Dans les années 1980, il connut un certain succès dans Playboy avec sa série d'illustrations The Adventures of Baron Furstinbed. Il a dessiné jusque peu avant sa mort, survenue en juillet 2008 à la suite d'un accident vasculaire cérébral.

## Prix
- 1991 : Prix Inkpot
- 1993 : Té d'argent de la National Cartoonists Society
- 1997 : Prix Sparky du Cartoon Art Museum en 1997.